# Brett Aitken
Brett Aitken (nascido em 25 de janeiro de 1971) é um ex-ciclista australiano. Ele conquistou três medalhas olímpicas, uma delas de ouro na prova de madison, juntamente com Scott McGrory.